# Organización Internacional de Derecho para el Desarrollo
La Organización Internacional de Derecho para el Desarrollo (IDLO por sus siglas en inglés) es una organización intergubernamental dedicada a la promoción del estado de derecho
Con un enfoque conjunto en la promoción del estado de derecho y el desarrollo, trabaja para empoderar a las personas y las comunidades a reclamar sus derechos, y brinda a los gobiernos los conocimientos para hacerlos realidad. Apoya a las economías emergentes y los países de ingresos medios para fortalecer su capacidad jurídica y el marco del estado de derecho para el desarrollo sostenible y las oportunidades económicas. Es la única organización intergubernamental con un mandato exclusivo para promover el estado de derecho y tiene experiencia trabajando en docenas de países de todo el mundo.
IDLO tiene su sede en Roma, Italia, tiene una sucursal en La Haya y es una de varias entidades que son observadores de la Asamblea General de las Naciones Unidas.
IDLO ha operado en docenas de estados soberanos, centrándose en la creación de instituciones y el empoderamiento legal. Su red de antiguos alumnos incluye más de 20,000 profesionales del derecho en 175 países y 46 asociaciones independientes de antiguos alumnos.
IDLO ha firmado un  Memorándum de entendimiento con agencias de Naciones Unidas, gobiernos, universidades y otras entidades. Las principales contribuciones financieras a IDLO provienen de la Agencia Australiana para el Desarrollo Internacional, Fundación Gates, Centro para la Investigación Forestal Internacional, Banco Europeo de Reconstrucción y Desarrollo, Unión Europea, Fundación Ford, Deutsche Gesellschaft für Internationale Zusammenarbeit, Fondo Internacional de Desarrollo Agrícola, Academia Nacional de Medicina (Estados Unidos), Fondo Kuwaití para el Desarrollo Económico Árabe Fondo OPEP para el Desarrollo Internacional, Programa de las Naciones Unidas para el Desarrollo y UNICEF, así como numerosos países, a saber, Canadá, China, Dinamarca, Francia, Irlanda, Italia, Países Bajos, Suecia, Suiza, Reino Unido y Estados Unidos.

## Historia
IDLO comenzó en 1983 como una organización no gubernamental (entonces llamada Instituto Internacional de Derecho para el Desarrollo) fundada por tres asesores legales de agencias de cooperación en Egipto: L. Michael Hager (EE. UU.), William T. Loris (EE. UU.) Y Gilles Blanchi (Francia) , con una Junta presidida por el Dr. Ibrahim Shihata (Fundador del Fondo de la OPEP para el Desarrollo internacional y Vicepresidente sénior y Asesor general del Banco Mundial de 1983 a 1998). La Junta también incluyó, entre otros, al Profesor René David. Los gobiernos de los Estados Unidos e Italia proporcionaron el capital inicial y el acuerdo de establecimiento de la sede se firmó en Roma en 1988. El Instituto se convirtió en una organización intergubernamental en 1991 después de su primera Asamblea de Estados Miembros en 1990. Después de la caída del Muro de Berlín, se brindó mayor capacitación y asistencia en el campo de la reforma legal y judicial en los países en desarrollo y en transición. En la segunda mitad de los años 90, también se prestó mayor atención al desarrollo sostenible y a la sociedad civil. así como a países que salen de conflictos, si no genocidios (por ejemplo, Camboya, Ruanda). En 2002, el instituto pasó a llamarse Organización Internacional de Derecho para el Desarrollo. En 2001, IDLO recibió el estatus de Observador Permanente en Naciones Unidas. En 2014, IDLO abrió una segunda sede en La Haya.

## Estructura

### Estados miembros
Como organización intergubernamental, la membresía a la organización está compuesta por signatarios del Acuerdo de Establecimiento de IDLO. Las 36 Partes en el Acuerdo de Establecimiento de IDLO son:
| País         | Año  | Nota                                                                      |
| ------------ | ---- | ------------------------------------------------------------------------- |
| Afganistán   | 2012 |                                                                           |
| Australia    | 2000 |                                                                           |
| Austria      | 1994 |                                                                           |
| Bulgaria     | 1996 |                                                                           |
| Burkina Faso | 2003 |                                                                           |
| China        | 1989 |                                                                           |
| Ecuador      | 1998 | Miembro del comité permanente                                             |
| Egipto       | 1990 |                                                                           |
| El Salvador  | 2012 |                                                                           |
| Francia      | 1989 |                                                                           |
| Honduras     | 2015 |                                                                           |
| Italia       | 1993 | Vicepresidente Ex officio - Presidente del Comité de Auditoría y Finanzas |
| Jordania     | 2009 |                                                                           |
| Kenia        | 2009 |                                                                           |
| Kuwait       | 2010 | Miembro del Comité Permanente y del Comité de Auditoría y Finanzas        |
| Liberia      | 2019 |                                                                           |
| Mali         | 2017 |                                                                           |
| Mongolia     | 2015 |                                                                           |

| País           | Año  | Nota                                                     |
| -------------- | ---- | -------------------------------------------------------- |
| Montenegro     | 2018 |                                                          |
| Mozambique     | 2011 | Vicepresidente                                           |
| Países Bajos   | 1990 |                                                          |
| OFID           | 2009 |                                                          |
| Pakistán       | 2015 | Presidente de la Asamblea                                |
| Paraguay       | 2009 |                                                          |
| Perú           | 2009 |                                                          |
| Filipinas      | 1989 | Miembro del Comité permanente                            |
| Catar          | 2019 |                                                          |
| Rumania        | 2005 |                                                          |
| Senegal        | 1990 | Miembro del comité permanente y de Auditoría y Finanzas. |
| Sudán          | 1989 |                                                          |
| Suecia         | 2017 |                                                          |
| Túnez          | 1991 |                                                          |
| Turquía        | 2011 |                                                          |
| Uganda         | 2019 |                                                          |
| Estados Unidos | 1988 | Vicepresidente de la Asamblea                            |
| Vietnam        | 2016 |                                                          |

### Estructura de gobierno

#### Asamblea de partidos
Los Estados miembros del Partido forman la Asamblea de partidos, el máximo órgano de decisión de IDLO. Estados Unidos se sienta actualmente como Presidente de la Asamblea de partidos, mientras que Mozambique ha ganado el puesto de vicepresidente. El papel de la Asamblea es determinar las políticas de IDLO y supervisar el trabajo del director general.

#### Director general
Jan Beagle es la actual directora general. Fue elegida por los partidos miembros el 13 de noviembre de 2019 y asumió su cargo formalmente el 1 de enero de 2020 por un período de cuatro años.

#### Consejo consultivo internacional
El Consejo Asesor Internacional de IDLO está compuesto por:
- Abdel-Latif Al-Hamad: presidente y CEO, Fondo Árabe para el Desarrollo Económico y Social
- Abdou Diouf: expresidente de la República de Senegal
- Willy Mutunga: expresidente de la Corte Suprema de Kenia
- Thomas Pickering: exembajador de los Estados Unidos y subsecretario de Estado
- Mary Robinson: exAlta Comisionada de las Naciones Unidas para los Derechos Humanos
- Albie Sachs: Exjuez, Tribunal Constitucional de Sudáfrica
- Muhammad Yunus: Premio Nobel de la Paz, Presidente del Centro Yunus y Fundador del Grameen Bank

#### Equipo de Liderazgo sénior
- David Buchholz: abogado general
- Erwin van der Borght: Director de Programas
- Haroun Atallah: Director de Finanzas y Servicios de Apoyo
- Ilaria Bottigliero: Director de Políticas, Investigación y Aprendizaje
- Julián Fleet: Observador permanente ante las Naciones Unidas (Ginebra)
- Patrizio Civili: Observador permanente ante las Naciones Unidas (Nueva York)
- Raúl Cordenillo: Director de Comunicaciones Estratégicas.
- Usama Bastawy: Director Interino de Recursos Humanos y Servicios de Apoyo de Oficina

## Trabajos
IDLO ha trabajado en docenas de países de todo el mundo, trabajando con la creencia de que la justicia significa garantizar resultados justos en términos locales concretos.

### Somalia
IDLO ha estado trabajando en Somalia durante los últimos treinta años, proporcionando capacitación a profesionales legales somalíes y asistencia técnica al poder judicial. El primer ministro somalí, el Dr. Abdiweli Mohamed Ali ha llamado a IDLO "una institución de primer nivel que está apoyando a Somalia en su viaje hacia la paz y la estabilidad".
En los últimos años, IDLO ha trabajado para apoyar el desarrollo de una constitución somalí y en la integración de la justicia consuetudinaria. En 2011, IDLO creó una evaluación de la justicia tradicional y consuetudinaria, argumentando que vincular la justicia consuetudinaria y tradicional en un enfoque de abajo hacia arriba sería más efectivo.
Financiado por el gobierno italiano, IDLO trabajó con expertos locales en la Constitución provisional del país, celebrando sesiones de consulta con Mogadiscio residentes, refugiados y la diáspora somalí.
Hacia la adopción de la Constitución, IDLO ayudó a producir un análisis comparativo del nuevo proyecto de Constitución, la Constitución de 1960 y la Carta Federal de Transición de 2004 y apoyó al Ministerio de Asuntos Constitucionales y Reconciliación en la organización de una conferencia sobre derechos fundamentales y justicia de transición.
Tras la adopción de la constitución por la Asamblea Nacional de la Constitución el 1 de agosto de 2012, IDLO redactó un informe sobre el análisis y las sugerencias para el desarrollo de la Justicia y la Seguridad bajo el nuevo orden constitucional. El informe proporciona una descripción de los pasos a seguir durante la fase de implementación de la constitución, incluido el establecimiento de instituciones, el desarrollo y la revisión de los marcos legislativos y el desarrollo de capacidades. También esboza los mecanismos de resolución de disputas de los tres sistemas legales en Somalia: xeer, Sharia y el poder judicial estatutario.
Al comparar el proyecto de constitución con los de 53 de los 56 Estados miembros de la Organización para la Cooperación Islámica, así como las constituciones de Italia y los Estados Unidos de América, IDLO descubrió que contenía 36 de los 45 derechos fundamentales - ubicándolo en el top 5 de los países encuestados. La organización también declaró que el proyecto de constitución somalí contenía 15 más que la Constitución de los Estados Unidos de América.

### Afgánistan
IDLO ha estado activo en Afganistán desde 2002, declarando que su intención ha sido restaurar el estado de derecho en el país y desarrollar una nueva idea de justicia, respetando los principios del Islam. Principalmente el personal afgano se ha utilizado para capacitar a profesionales del derecho en el país.
Después de una encuesta realizada por IDLO en 2013 que encontró que las mujeres representaban poco más del ocho por ciento de los jueces del país, el seis por ciento de los fiscales y menos de una quinta parte de los abogados, la directora general de IDLO, Irene Khan, pidió una mayor participación de las mujeres en el sector de la justicia en Afganistán.

#### Derechos de las mujeres
Mientras que la Constitución de Afganistán ofrece protección a las mujeres, la violencia doméstica y sexual es común y se considera un asunto familiar, que se trata a través de sistemas de justicia informales compuestos por ancianos varones. En junio de 2009, IDLO lanzó la primera Unidad de Violencia contra las Mujeres de Afganistán, con el apoyo de la Oficina del Fiscal General de Afganistán. IDLO informa que en 2010 la unidad manejó más de 300 casos.
En diciembre de 2010, la Oficina de Asuntos Internacionales de Narcóticos y Aplicación de la Ley del Departamento de Estado de los Estados Unidos contribuyó con US$ 12,1 millones para expandir y mejorar los servicios de asistencia legal a los pobres y sin poder, aumentar la conciencia pública sobre los asuntos legales, derechos y servicios, y mejorar la investigación y el enjuiciamiento de crímenes contra mujeres y niñas. El 11 de abril de 2013, también anunció que proporcionaría a IDLO US$ 59 millones adicionales para programas en Afganistán: US$ 47 millones para financiar la implementación de programas de capacitación de IDLO para el sector de justicia afgana, el Programa de transición de capacitación en justicia (JTTP), y otros US$ 12 millones para reforzar el programa de apoyo y capacitación para el enjuiciamiento de delitos contra la mujer.

### Sudán del Sur
IDLO proporcionó asistencia técnica legal al país recién establecido de Sudán del Sur, capacitar a la judicatura en los fundamentos del derecho consuetudinario y, durante el proceso de transición de un sistema legal basado en la Shari, en inglés "legal".
Con fondos de la Unión Europea en 2014, IDLO amplió su trabajo en Sudán del Sur, impartiendo una serie de cursos de capacitación específicos para el contexto a 150 jueces y personal de apoyo judicial recién nombrados. IDLO también declaró que estaba proporcionando asistencia técnica en la redacción de una Constitución permanente para Sudán del Sur.

### Kenia
Trabajando con los académicos constitucionales Zachary Elkins y Tom Ginsberg, IDLO patrocinó a un grupo de académicos constitucionales de universidades de Estados Unidos para revisar borradores de la constitución de Kenia y proporcionar comentarios al Parlamento de Kenia.
En 2013, USAID se asoció con IDLO para ayudar al Gobierno de Kenia a desarrollar las leyes y políticas integrales requeridas por la nueva Constitución, ayudando al Parlamento de Kenia a revisar, analizar y aprobar 55 leyes, incluidas 16 requeridas por la Constitución. Los investigadores del proyecto utilizaron datos y analizaron más de 3000 constituciones en el mundo para compartir con la Comisión de Kenia para la Implementación de la Constitución un análisis del proceso de implementación constitucional. IDLO también implementó proyectos para fortalecer la capacidad del poder judicial e involucrar al público en el proceso. IDLO también ha declarado que están trabajando con el gobierno de Kenia para promover la igualdad de género en todo el país y promulgar disposiciones de género contenidas en la Constitución.
Un informe independiente descubrió que su trabajo en Kenia había brindado apoyo y se prestaron servicios para satisfacer las necesidades identificadas COE y aseguró los entrenamientos de entrega para educar a los kenianos sobre la Constitución propuesta antes de someterla a un referéndum nacional. A pesar de algunos desafíos, el informe señala que los consultores de IDLO produjeron y entregaron informes y servicios técnicos de alta calidad que finalmente contribuyeron a la versión final de la Constitución de Kenia.
Se estableció una oficina regional permanente de IDLO en Kenia en 2011.

### Mujeres y niñas
En un discurso en el Instituto de Graduados de Estudios Internacionales y de Desarrollo en Ginebra, la ex directora general Irene Khan destacó la importancia de la ley para empoderar a las mujeres:

Un principio fundamental del estado de derecho es que todos somos iguales, igualmente protegidos por la ley e igualmente responsables ante ella.

El sitio web de la organización afirma que en todos sus programas, IDLO trabaja para empoderar a las mujeres. En febrero de 2013, IDLO publicó un informe sobre el acceso de las mujeres a la justicia, con un enfoque en mejorar la justicia tradicional para las mujeres.

### Justicia consuetudinaria
Varias veces, incluso en la ONU, IDLO ha destacado la importancia de trabajar con sistemas de justicia informales o consuetudinarios y ha publicado tres volúmenes editados sobre justicia consuetudinaria.